# Mamak FK
Mamak Futbol Kulübü, met stamnummer 010790, is een Turkse voetbalclub opgericht in 1984 te Sincan, een district van provincie Ankara. De clubkleuren zijn wit en zwart. De thuisbasis van de voetbalclub is het Ostimstadion. De vereniging komt uit in de TFF 2. Lig.

Ankara ligt in Centraal-Anatolië.

## Geschiedenis
Başkent Akademi Futbol Kulübü is opgericht in 1984 als Egospor. In 2005 werd de club overgenomen door Bugsaş AŞ, een bedrijf dat met metro's en bussen ervoor zorgt dat de inwoners van Ankara van het ene district naar het andere kunnen komen. Onder de naam Egospor heeft de club uitsluitend in de Türkiye Futbol Federasyonu 3. Lig gespeeld. 
In 2007-08 wordt de club eerste in de Klassementsgroep III in de Spor Toto 2. Lig en mag zo play-offs gaan spelen voor de TFF 1. Lig. In de kwartfinale van de play-offs wint Bugsaş tegen Gaziosmanpaşaspor met 1-0. In de halve finale verliest de club tegen İstanbul Güngörenspor in de strafschoppenreeks met 5-3, na een 1-1 gelijkspel na 120 minuten. In het seizoen 2008-2009 wordt de club zesde van negen ploegen in de Klassementsgroep I en weet degradatie te ontlopen. In 2009-10 wordt de club tweede in de Klassementsgroep III en mist de play-offs voor de TFF 1. Lig. In het seizoen 2010-11 wordt de club derde in de Witte Groep van de Spor Toto 2. Lig en mag play-offs spelen om te mogen uitkomen in de tweede hoogste divisie van het land. In de kwartfinale wint het makkelijk van Eyüpspor met een score van 5-0. Echter, verliest de club in de halve finales. Sakaryaspor wint thuis met 5-4 via een strafschoppenreeks, nadat 120 minuten voetballen op 1-1 eindigde. Datzelfde seizoen wordt de club meteen in de eerste ronde van de Beker van Turkije uitgeschakeld. Daarin verliest Bugsaş 2-1 tegen Keçiörengücü. In het seizoen 2011-12 wordt de club vierde in de Witte Groep van de Spor Toto 2. Lig. In de Turkse beker wordt de club in de achtste finale uitgeschakeld tegen Bursaspor, 0-2 na verlengingen. In de voorgaande ronden schakelde Bugsaşspor wel clubs zoals Tokatspor, TKİ Tavşanlı Linyitspor en Manisaspor uit.
De Turkse voetbalbond TFF keurde op 7 augustus 2012 de naamswijziging naar Polatlı Bugsaş Spor goed. Het team zou van Sincan verhuizen naar Polatlı. Dit zou slechts één seizoen duren.
In het seizoen 2012-13 eindigde de club als derde in de Rode Groep van de Spor Toto 2. Lig, dus zou de club zich kwalificeren voor de play-offs. Alleen was Bugsaş verbonden met het voormalige Ankaraspor (nu: Osmanlıspor), waardoor deelname aan de play-offs door de Turkse voetbalbond werd ontzegd. In de vierde ronde van de beker was Eskişehirspor met 4-0 te sterk. Het volgende jaar eindigde de ploeg op een achtste plaats in de Rode Groep van de Spor Toto 2. Lig, een seizoen later 13de. Het bekeravontuur hield op in de tweede ronde; Bergama Belediyespor was met 2-1 de winnaar. In het seizoen 2014-15 was de tweede ronde weer het eindstation; 0-1 nederlaag na verlengingen tegen 68 Yeni Aksarayspor.  In het seizoen 2015-16 volgde een rangschikking op de 11de plaats van de Witte Groep van de Spor Toto 2. Lig en andermaal vloog de club in de tweede ronde van de beker eruit, ditmaal tegen Kırklarelispor; 2-1 verlies. Vanaf december 2018 gaat de club verder onder de naam Başkent Akademi Spor Kulübü. Vanaf begin seizoen 2019-20 heet de club Başkent Akademi Futbol Kulübü. Een jaar later werd de naam Mamak Futbol Kulübü.

## Bekende (oud-)spelers
- Şener Özbayraklı
- Gürhan Gürsoy
- Burak Kardeş
- Baki Mercimek
- Selman Sevinç
- Tufan Özbozkurt